# Biblioteca Colonial Portuguesa
Die Biblioteca Colonial Portuguesa (Portugiesische Kolonialbibliothek) ist eine von der Divisão de Publicações e Biblioteca (Publikations- und Bibliotheksabteilung) der Agência Geral das Colónias (General-Agentur Kolonien) herausgegebene portugiesische Buchreihe. Sie enthält wichtige Texte zum Verständnis der Geschichte des portugiesischen Kolonialreiches. Die Reihe erschien in Lissabon (Lisboa) seit 1934, dem Jahr der ersten Exposição Colonial Portuguesa (Portugiesische Kolonialausstellung) in Porto. Die folgende Übersicht erhebt keinen Anspruch auf Aktualität oder Vollständigkeit.

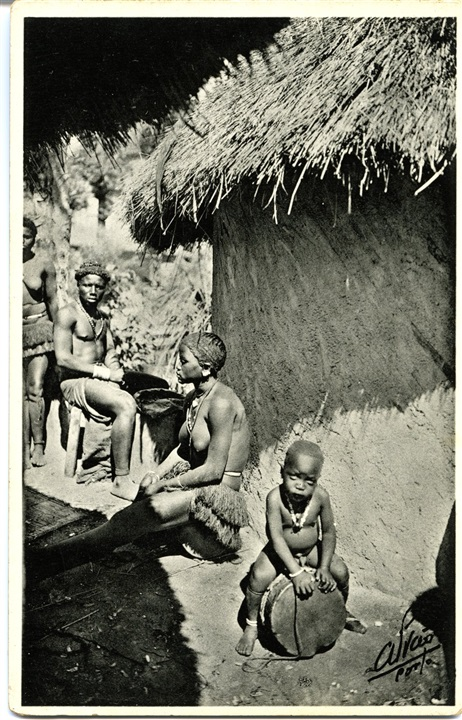
Erste Exposição Colonial Portuguesa (Porto 1934)

## Bände (Auswahl)
- 1 Conferência dos governadores coloniais : discursos e entrevistas. 1934.
- 2, 3, 6 Aires de Ornelas : colectânea das suas principais obras militares e coloniais. 1934–1936. 3 Bände
- 3 (siehe unter Band 2)
- 4, 5 Albuquerque, Joaquim Augusto Mousinho de, 1855-1902: Livro das campanhas. 1934–1935. 2 Bände. À cabeça da pág. de titulo República Portuguesa-Ministério do Ultramar (Moçambique : 1896–1898 / Livro das campanhas).
- 5 (siehe unter Band 4)
- 6 (siehe unter Band 2)
- 7, 8, 9 (Foto) Luciano Cordeiro : questões histórico coloniais. – Lisboa : Agência Geral das Colónias, 1935. – 3 v. : il. – Biblioteca colonial portuguesa. 7–9) Digitalisat Band 7
- 8 Digitalisat siehe unter Band 7
- 9 Digitalisat siehe unter Band 7
- 10 Pinto, João Teixeira: A ocupação militar da Guiné. 1936. – À cabeça da pág. de titulo República Portuguesa-Ministério das Colónias
- 11, 14, 15, 16 Eduardo da Costa: colectânea das suas principais obras militares e coloniais. 1938. 4 Bände # Costa, Eduardo da, 1865–1907 Digitalisat
- 12, 13 Artur de Paiva. 1938. 2 Bände
- 13 (siehe unter Band 12)
- 14 (siehe unter Band 11)
- 15 (siehe unter Band 11)
- 16 (siehe unter Band 11)